# Pavone del Mella
Pavone del Mella (lombardul: Paù) település Olaszországban, Lombardia régióban, Brescia megyében. Lakosainak száma 2660 fő (2023. január 1.). Pavone del Mella Cigole, Gottolengo, Leno, Milzano és Pralboino községekkel határos.

## Népesség
A település lakossága az elmúlt években az alábbi módon változott:

| 2018 | 2 760 |
| 2023 | 2 660 |